# Años 110
Los años 110 o década del 110 empezó el 1 de enero del 110 y terminó el 31 de diciembre del 119.

## Acontecimientos
- Sixto I sucede a San Alejandro I como papa en el año 115.
- El 9 de agosto de 117 fallece el emperador Trajano en Asia Menor

- 115: * 3 o 13 de diciembre: en Antioquía (Turquía), durante la noche, se produce un terremoto de 7,5 grados en la escala sismológica de Richter (intensidad de XI en la escala de Mercalli), dejando un saldo de 260.000 muertos. También se registra un tsunami.[1]